# Schieß-Weltmeisterschaften 2022
Die 53. Schieß-Weltmeisterschaften 2022 fanden vom 12. bis 27. Oktober 2022 in der ägyptischen Hauptstadt Kairo statt.
Insgesamt wurden 68 Disziplinen ausgetragen, davon 16 bei den Männern, 15 bei den Frauen, 9 im Mixed, 12 bei den Junioren, 11 bei den Juniorinnen und 5 bei den Junioren-Mixed. Die Weltmeisterschaften waren zugleich Hauptqualifikationswettkämpfe für die Schießsportwettbewerbe bei den Olympischen Sommerspielen 2024 in Paris. Es waren 1042 Starter aus 87 Nationen gemeldet.

## Ergebnisse Erwachsene

### Männer

#### Gewehr
| Wettbewerb                                            | Gold                                                                | Silber                                                 | Bronze                                                       |
| ----------------------------------------------------- | ------------------------------------------------------------------- | ------------------------------------------------------ | ------------------------------------------------------------ |
| 10 m Luftgewehr                                       | Rudrankksh Patil                                                    | Danilo Sollazzo                                        | Sheng Lihao                                                  |
| 10 m Luftgewehr Mannschaft                            | IndienArjun Babuta Kiran Ankush Jadhav Rudrankksh Patil             | ChinaSheng Lihao Song Buhan Yang Haoran                | SerbienMilenko Sebić Milutin Stefanović Lazar Kovačević      |
| 50 m Kleinkalibergewehr liegend                       | Jan Lochbihler                                                      | Liu Yukun                                              | Zhao Zhonghao                                                |
| 50 m Kleinkalibergewehr Dreistellungskampf            | Serhij Kulisch                                                      | Tomasz Bartnik                                         | Jon-Hermann Hegg                                             |
| 50 m Kleinkalibergewehr Dreistellungskampf Mannschaft | NorwegenSimon Claussen Jon-Hermann Hegg Henrik Larsen               | FrankreichBrian Baudouin Michael d’Halluin Lucas Kryzs | IndienNiraj Kumar Swapnil Kusale Aishwary Pratap Singh Tomar |
| 300 m Freies Gewehr liegend                           | Simon Claussen (599)                                                | Tomasz Bartnik (598)                                   | Alexander Schmirl (597)                                      |
| 300 m Freies Gewehr liegend Mannschaft                | DänemarkCarsten Brandt Jens-Ulrik Ladekjaer-Mikkelsen Steffen Olsen | SchweizPascal Bachmann Gilles Dufaux Sandro Greuter    | PolenTomasz Bartnik Maciej Kowalewicz Daniel Romańczyk       |
| 300 m Freies Gewehr Dreistellungskampf                | Emilien Chassat (592)                                               | Aleksi Leppä (590)                                     | István Péni (589)                                            |
| 300 m Freies Gewehr Dreistellungskampf Mannschaft     | FrankreichEmilien Chassat Michael d’Halluin Dimitri Dutendas        | SchweizPascal Bachmann Gilles Dufaux Sandro Greuter    | ÖsterreichPatrick Diem Bernhard Pickl Alexander Schmirl      |

#### Pistole
| Wettbewerb                          | Gold                                     | Silber                                                        | Bronze                                          |
| ----------------------------------- | ---------------------------------------- | ------------------------------------------------------------- | ----------------------------------------------- |
| 10 m Luftpistole                    | Liu Jinyao                               | Zhang Yifan                                                   | Pawlo Korostyljow                               |
| 10 m Luftpistole Mannschaft         | ChinaLiu Jinyao Zhang Bowen Zhang Yifan  | IranMohammad Rasoul Effati Javad Foroughi Sajjad Pourhosseini | SüdkoreaLee Woon-ho Lee Dae-myung Park Dae-hun  |
| 25 m Zentralfeuerpistole            | Christian Reitz (588)                    | Ruslan Lunev (584 24x)                                        | Peeter Olesk (584 21x)                          |
| 25 m Schnellfeuerpistole            | Lee Gun-hyeok                            | Clément Bessaguet                                             | Ghulam Mustafa Bashir                           |
| 25 m Schnellfeuerpistole Mannschaft | ChinaLi Yuehong Lu Zhiming Zhang Jueming | UkraineMaksym Horodynez Pawlo Korostyljow Denys Kuschnirow    | SüdkoreaKim Seo-jun Lee Jae-kyoon Lee Gun-hyeok |
| 25 m Standardpistole                | Pawlo Korostyljow (582)                  | Christian Reitz (575)                                         | Vijayveer Sidhu (574)                           |
| 50 m Freie Pistole                  | Damir Mikec (567)                        | Zhang Bowen (564)                                             | Wiktor Bankin (560)                             |

### Frauen

#### Gewehr
| Wettbewerb                                            | Gold                                                   | Silber                                                     | Bronze                                                     |
| ----------------------------------------------------- | ------------------------------------------------------ | ---------------------------------------------------------- | ---------------------------------------------------------- |
| 10 m Luftgewehr                                       | Alison Weisz                                           | Huang Yuting                                               | Zhang Yu                                                   |
| 10 m Luftgewehr Mannschaft                            | ChinaHuang Yuting Wang Zhilin Zhang Yu                 | Vereinigte StaatenSagen Maddalena Mary Tucker Alison Weisz | IndienMehuli Ghosh Meghana Sajjanar Elavenil Valarivan     |
| 50 m Kleinkalibergewehr liegend                       | Jolyn Beer (627,0)                                     | Sarina Hitz (626,7)                                        | Mary Tucker (625,7)                                        |
| 50 m Kleinkalibergewehr Dreistellungskampf            | Miao Wanru                                             | Jenny Stene                                                | Jeanette Hegg Duestad                                      |
| 50 m Kleinkalibergewehr Dreistellungskampf Mannschaft | DeutschlandJolyn Beer Anna Janssen Lisa Müller         | SchweizNina Christen Sarina Hitz Franziska Stark           | ChinaMiao Wanru Shi Mengyao Zhang Qiongyue                 |
| 300 m Freies Gewehr liegend                           | Anja Senti (599)                                       | Silvia Guignard (597)                                      | Olivia Hofmann (595)                                       |
| 300 m Freies Gewehr liegend Mannschaft                | NorwegenJeanette Hegg Duestad Katrine Lund Jenny Vatne | SchweizSilvia Guignard Sarina Hitz Anja Senti              | DeutschlandAnna-Lena Geuther Lisa Müller Veronique Münster |
| 300 m Freies Gewehr Dreistellungskampf                | Jeanette Hegg Duestad (588)                            | Sarina Hitz (586 22x)                                      | Elin Ahlin (586 20x)                                       |
| 300 m Freies Gewehr Dreistellungskampf Mannschaft     | NorwegenJeanette Hegg Duestad Katrine Lund Jenny Vatne | SchweizSilvia Guignard Sarina Hitz Anja Senti              | DeutschlandAnna-Lena Geuther Lisa Müller Veronique Münster |

#### Pistole
| Wettbewerb                   | Gold                                                | Silber                                                | Bronze                                                     |
| ---------------------------- | --------------------------------------------------- | ----------------------------------------------------- | ---------------------------------------------------------- |
| 10 m Luftpistole             | Lu Kaiman                                           | Anna Korakaki                                         | Zorana Arunović                                            |
| 10 m Luftpistole Mannschaft  | ChinaJiang Ranxin Li Xue Yan Lu Kaiman              | IndienPalak Palak Rhythm Sangwan Yuvika Tomar         | IranMina Ghorbani Hanieh Rostamian Golnoush Sebghatollahi  |
| 25 m Sportpistole            | Kim Jang-mi                                         | Chen Yan                                              | Doreen Vennekamp                                           |
| 25 m Sportpistole Mannschaft | Volksrepublik ChinaChen Yan Liu Rui Xiao Jiaruixuan | IndienManu Bhaker Abhidnya Ashok Patil Rhythm Sangwan | DeutschlandMonika Karsch Michelle Skeries Doreen Vennekamp |
| 25 m Standardpistole         | Xiao Jiaruixuan (575)                               | Rhythm Sangwan (573)                                  | Chen Yan (572)                                             |
| 50 m Freie Pistole           | Jiang Ranxin                                        | Sylvia Steiner                                        | Nigar Nasirova                                             |

### Mixed

#### Gewehr
| Wettbewerb                                 | Gold                                 | Silber                           | Bronze                                         |
| ------------------------------------------ | ------------------------------------ | -------------------------------- | ---------------------------------------------- |
| 10 m Luftgewehr                            | Huang Yuting Yang Haoran             | Gwon Da-yeong Kim Sang-do        | Cho Eun-young Park Ha-jun Zhang Yu Sheng Lihao |
| 50 m Kleinkalibergewehr liegend            | Sagen Maddalena Ivan Roe             | Darja Tychowa Serhij Kulisch     | Jolyn Beer Maximilian Dallinger                |
| 50 m Kleinkalibergewehr Dreistellungskampf | Jenny Stene Simon Claussen           | Stephanie Grundsøe Steffen Olsen | David Koenders Anna Janssen                    |
| 300 m Freies Gewehr liegend                | Karolina Kowalczyk Tomasz Bartnik    | Henna Viljanen Aleksi Leppä      | Olivia Hofmann Bernhard Pickl                  |
| 300 m Freies Gewehr Dreistellungskampf     | Jeanette Hegg Duestad Simon Claussen | Anja Senti Pascal Bachmann       | Karolina Kowalczyk Daniel Romańczyk            |

#### Pistole
| Wettbewerb               | Gold                                 | Silber                                        | Bronze                                                   |
| ------------------------ | ------------------------------------ | --------------------------------------------- | -------------------------------------------------------- |
| 10 m Luftpistole         | Sylvia Steiner Richard Zechmeister   | Yoo Hyun-young Park Dae-hun                   | Hanieh Rostamian Javad Foroughi Jiang Ranxin Zhang Bowen |
| 25 m Schnellfeuerpistole | Julija Korostyljowa Maksym Horodynez | Simranpreet Kaur Brar Anish Bhanwala          | Kim Jang-mi Kim Seo-jun                                  |
| 25 m Standardpistole     | Doreen Vennekamp Christian Reitz     | Kim Jang-mi Kim Seo-jun                       | Olena Kostewytsch Pawlo Korostyljow                      |
| 50 m Pistole             | Jiang Ranxin Zhang Bowen             | Tsogbadrachyn Mönchdsul Enchtaiwany Dawaachüü | Katarzyna Klepacz Szymon Wojtyna Li Xue Liu Jinyao       |

## Ergebnisse Junioren und Juniorinnen

### Junioren

#### Gewehr
| Wettbewerb                                            | Gold                                                                            | Silber                                              | Bronze                                                       |
| ----------------------------------------------------- | ------------------------------------------------------------------------------- | --------------------------------------------------- | ------------------------------------------------------------ |
| 10 m Luftgewehr                                       | Zhu Mingshuai                                                                   | Du Linshu                                           | Lei Haohan                                                   |
| 10 m Luftgewehr Mannschaft                            | IndienSri Karthik Sabari Raj Divyansh Singh Panwar Jain Vidit                   | ChinaDu Linshu Zhu Mingshuai Lei Haohan             | Vereinigte StaatenRylan Kissell Scott Rockett Benjamin Salas |
| 50 m Kleinkalibergewehr liegend                       | Du Linshu (623.0 WRJ)                                                           | Julien Gallot (619,4)                               | Ferenc Török (618.0)                                         |
| 50 m Kleinkalibergewehr Dreistellungskampf            | Du Linshu                                                                       | Marko Ivanović                                      | Griffin Lake                                                 |
| 50 m Kleinkalibergewehr Dreistellungskampf Mannschaft | Vereinigte StaatenRylan Kissell Braden Wayne Peiser Gavin Raymond Leigh Barnick | UkraineIvan Tkalenko Danylo Hrynyk Oleksii Viatchin | IndienSurya Pratap Singh Pankaj Mukheja Sartaj Singh Tiwana  |

#### Pistole
| Wettbewerb                          | Gold                                      | Silber                                                           | Bronze                                           |
| ----------------------------------- | ----------------------------------------- | ---------------------------------------------------------------- | ------------------------------------------------ |
| 10 m Luftpistole                    | Gao Jinkang                               | Sagar Dangi                                                      | Varun Tomar                                      |
| 10 m Luftpistole Mannschaft         | IndienSagar Dangi Samrat Rana Varun Tomar | UsbekistanMukhammad Kamalov Veniamin Nikitin Ilkhombek Obidjonov | ChinaGao Jinkang Liu Yanchang Liu Junhui         |
| 25 m Schnellfeuerpistole            | Wang Shiwen                               | Sameer Sameer                                                    | Liu Yangpan                                      |
| 25 m Schnellfeuerpistole Mannschaft | ChinaYang Liu Wang Shiwen Liu Yangpan     | SüdkoreaLee Seung-hoon Yoon Seo-yeong Hong Suk-jin               | IndienSameer Sameer Udhayveer Sidhu Adarsh Singh |
| 25 m Sportpistole                   | Udhayveer Sidhu                           | Matteo Mastrovalerio                                             | Liu Yangpan                                      |
| 25 m Standardpistole                | Udhayveer Sidhu (568)                     | Liu Yangpan (567 16x)                                            | Sameer Sameer (567 11x)                          |
| 50 m Freie Pistole                  | Song Seung-ho (546 9x)                    | Abhinav Choudhary (546 6x)                                       | Lee Seung-jun (543)                              |

### Juniorinnen

#### Gewehr
| Wettbewerb                                            | Gold                                          | Silber                                                      | Bronze                                                 |
| ----------------------------------------------------- | --------------------------------------------- | ----------------------------------------------------------- | ------------------------------------------------------ |
| 10 m Luftgewehr                                       | Ramita Ramita                                 | Shen Ying                                                   | Tilottama Sen                                          |
| 10 m Luftgewehr Mannschaft                            | IndienTilottama Sen Nancy Nancy Ramita Ramita | Volksrepublik ChinaLiu Yafei Shen Ying Yang Lanlan          | SüdkoreaEssi Heiskanen Viivi Kemppi Alexandra Rosenlew |
| 50 m Kleinkalibergewehr liegend                       | Hou Min (624,0 WRJ)                           | Nele Stark (622,1)                                          | Gina Daniela Gyger (620,5)                             |
| 50 m Kleinkalibergewehr Dreistellungskampf            | Pang Yuqian                                   | Alexandra Rosenlew                                          | Armina Sadeghian                                       |
| 50 m Kleinkalibergewehr Dreistellungskampf Mannschaft | ChinaLi Rui Hou Min Pang Yuqian               | SchweizMarta Szabo Bouza Gina Daniela Gyger Jennifer Kocher | DeutschlandHannah Wehren Nele Stark Larissa Weindorf   |

#### Pistole
| Wettbewerb                   | Gold                                                  | Silber                                           | Bronze                                       |
| ---------------------------- | ----------------------------------------------------- | ------------------------------------------------ | -------------------------------------------- |
| 10 m Luftpistole             | Wang Siyu                                             | Zhao Nan                                         | Shen Yiyao                                   |
| 10 m Luftpistole Mannschaft  | IndienShikha Narwal Esha Singh Varsha Singh           | Volksrepublik ChinaShen Yiyao Wang Siyu Zhao Nan | SüdkoreaKim Minseo Kim Yeseul Yang Jiin      |
| 25 m Sportpistole            | Esha Singh                                            | Feng Sixuan                                      | Miriam Jako                                  |
| 25 m Sportpistole Mannschaft | Volksrepublik ChinaLuo Zizhao Feng Sixuan Yao Qianxun | SüdkoreaKim Minseo Kim Yeseul Yang Jiin          | ChinaNaamya Kapoor Vibhuti Bhatia Esha Singh |
| 25 m Standardpistole         | Feng Sixuan (580)                                     | Zhao Nan (566)                                   | Tejaswani Tejaswani (557)                    |
| 50 m Freie Pistole           | Divanshi Divanshi (547)                               | Varsha Singh (539)                               | Tiyana Tiyana (523)                          |

### Junioren Mixed
| Wettbewerb                                 | Gold                    | Silber                           | Bronze                                                                 |
| ------------------------------------------ | ----------------------- | -------------------------------- | ---------------------------------------------------------------------- |
| 10 m Luftgewehr                            | Shen Ying Du Linshu     | Alexsandra Havran Marko Ivanović | Liu Yafei Zhu Mingshuai Nancy Nancy Sri Karthik Sabari Raj Ravishankar |
| 10 m Luftpistole                           | Esha Singh Samrat Rana  | Shikha Narwal Sagar Dangi        | Shen Yiyao Liu Junhui Celina Becker Andreas Köppl                      |
| 25 m Standardpistole                       | Feng Sixuan Liu Yangpan | Manvi Jain Sameer Sameer         | Payal Kuldeep Khatri Sahil Vijay Dudhane                               |
| 50 m Kleinkalibergewehr liegend            | Pang Yuqian Du Linshu   | Adéla Zrůstová Vojtěch Záborec   | Katie Lorraine Zaun Rylan Kissell                                      |
| 50 m Kleinkalibergewehr Dreistellungskampf | Pang Yuqian Du Linshu   | Martine Sve Jens Olsrud Oestli   | Katie Lorraine Zaun Rylan Kissell                                      |

## Medaillenspiegel
| Platz  | Land               | Gold | Silber | Bronze | Gesamt |
| ------ | ------------------ | ---- | ------ | ------ | ------ |
| 01     | China              | 27   | 16     | 15     | 58     |
| 02     | Indien             | 12   | 9      | 13     | 34     |
| 03     | Norwegen           | 7    | 3      | 2      | 12     |
| 04     | Deutschland        | 4    | 2      | 8      | 14     |
| 05     | Südkorea           | 3    | 5      | 6      | 14     |
| 06     | Ukraine            | 3    | 3      | 3      | 9      |
| 07     | Vereinigte Staaten | 3    | 1      | 6      | 10     |
| 08     | Schweiz            | 2    | 10     | 1      | 13     |
| 09     | Frankreich         | 2    | 3      | —      | 5      |
| 10     | Dänemark           | 2    | 1      | —      | 3      |
| 11     | Polen              | 1    | 2      | 3      | 6      |
| 12     | Serbien            | 1    | 2      | 2      | 5      |
| 13     | Österreich         | 1    | —      | 4      | 5      |
| 14     | Finnland           | —    | 3      | 1      | 4      |
| 15     | Italien            | —    | 2      | —      | 2      |
| 16     | Iran               | —    | 1      | 3      | 4      |
| 17     | Aserbaidschan      | —    | 1      | —      | 1      |
| 17     | Tschechien         | —    | 1      | —      | 1      |
| 17     | Griechenland       | —    | 1      | —      | 1      |
| 17     | Mongolei           | —    | 1      | —      | 1      |
| 17     | Usbekistan         | —    | 1      | —      | 1      |
| 22     | Ungarn             | —    | —      | 3      | 3      |
| 23     | Estland            | —    | —      | 1      | 1      |
| 23     | Pakistan           | —    | —      | 1      | 1      |
| 23     | Schweden           | —    | —      | 1      | 1      |
| Gesamt | Gesamt             | 68   | 68     | 73     | 209    |